# (6829) Charmawidor
(6829) Charmawidor (1991 BM1) – planetoida z grupy pasa głównego asteroid okrążająca Słońce w ciągu 4 lat i 305 dni w średniej odległości 2,86 j.a. Została odkryta 18 stycznia 1991 roku. Przed nadaniem nazwy planetoida nosiła oznaczenie tymczasowe (6829) 1991 BM1.